# III Concurs de castells Vila de Torredembarra
El III Concurs de castells Vila de Torredembarra és el concurs de castells que se celebrà l'any 2001 a la plaça del castell de Torredembarra. Van ser convidades 12 colles que pels criteris de selecció del concurs de castells de Tarragona no podien participar en aquest darrer esdeveniment.
Els vencedors d'aquesta edició van ser el Castellers de Lleida, guanyadors per segona vegada consecutiva d'aquest concurs.

## Colles participants[calcitació]
- Castellers de Lleida: Pilar de 4 caminat, 5 de 7, 2 de 7 carregat, 4 de 7 amb l'agulla i vano de 5.
- Colla Jove de Castellers de Sitges: Pilar de 4 caminat, 3 de 7, 4 de 7 amb l'agulla, 4 de 7 i 2 pilars de 4.
- Nois de la Torre: Pilar de 4 caminat, 3 de 7, 4 de 7, intent de 4 de 7 amb l'agulla i 2 pilars de 5.
- Castellers de Sant Andreu de la Barca: Pilar de 4 caminat, 2 de 6, 3 de 7, 4 de 7 i pilar de 5.
- Castellers d'Esparreguera: Pilar de 4 caminat, 3 de 7, intent de 4 de 7 amb l'agulla, 4 de 7, 2 de 6 i 3 pilars de 4.
- Nyerros de la Plana: Pilar de 4 caminat, 3 de 7, intent de 2 de 7, 3 de 6 aixecat per sota, intent de 2 de 7 i pilar de 4.
- Ganxets de Reus: Pilar de 4 caminat, 4 de 7 amb l'agulla i intent de 5 de 7.
- Castellers d'Altafulla: Pilar de 4 caminat, 5 de 6, 2 de 6, 4 de 6 amb l'agulla i 2 pilars de 4.
- Torraires de Montblanc: Pilar de 4 caminat carregat, 3 de 6 amb l'agulla, 2 de 6, 4 de 6 amb l'agulla i pilar de 4.
- Castellers de Cerdanyola del Vallès: Pilar de 4 caminat carregat, intent desmuntat de 5 de 6, 4 de 6 amb l'agulla, intent de 2 de 6, 5 de 6 i pilar de 4.
- Castellers de Sarrià: Pilar de 4 caminat, intent desmuntat de 2 de 6, 3 de 6 amb l'agulla, 3 de 6, intent de 2 de 6 i pilar de 4.
- Castellers de Gavà: No es varen presentar.